# Simon Elliott
Simon Elliott   (Wellington, 10 de juny de 1974) és un exfutbolista neozelandès de la dècada de 2000.
Fou internacional amb la selecció de futbol de Nova Zelanda.
Pel que fa a clubs, destacà a Los Angeles Galaxy i Fulham FC.
El 2018 fou nomenat entrenador de Sacramento Republic.